# Artiom Agueyev
Artiom Agueyev –en ruso, Артём Агеев– (Sérpujov, Rusia, 24 de enero de 1992) es un deportista serbio de origen ruso que compite en boxeo. Ganó una medalla de oro en el Campeonato Europeo de Boxeo Aficionado de 2022, en el peso semipesado.

## Palmarés internacional
| Campeonato Europeo | Campeonato Europeo | Campeonato Europeo | Campeonato Europeo |
| Año                | Lugar              | Medalla            | Categoría          |
| ------------------ | ------------------ | ------------------ | ------------------ |
| 2022               | Ereván (Armenia)   | Medalla de oro     | 80 kg              |